# Distretto di Ansai
Il distretto di Ansai (安塞区S, ĀnsàiP) è un distretto della Cina, situato nella provincia dello Shaanxi e amministrato dalla prefettura di Yan'an.